# الحبوس (قبيلة)
الحبوس (مفردها الحبسي) هي قبيلة من رأس الخيمة في دولة الإمارات العربية المتحدة. استقر معظمهم في المنطقة المحيطة بأودية خت والفحلين وجبل الحجر شرق مدينة رأس الخيمة. غالبًا ما يرتبطون بقبائل جبل الحجر من الشحوح والظاهريين، الذين كان الحبوس في كثير من الأحيان جيرانًا لهم والذين يتقاسمون معهم عددًا من أوجه التشابه والتقاليد الثقافية. كما اعتمد الحبوس أيضًا اللهجة الشحيية المميزة للغة العربية.

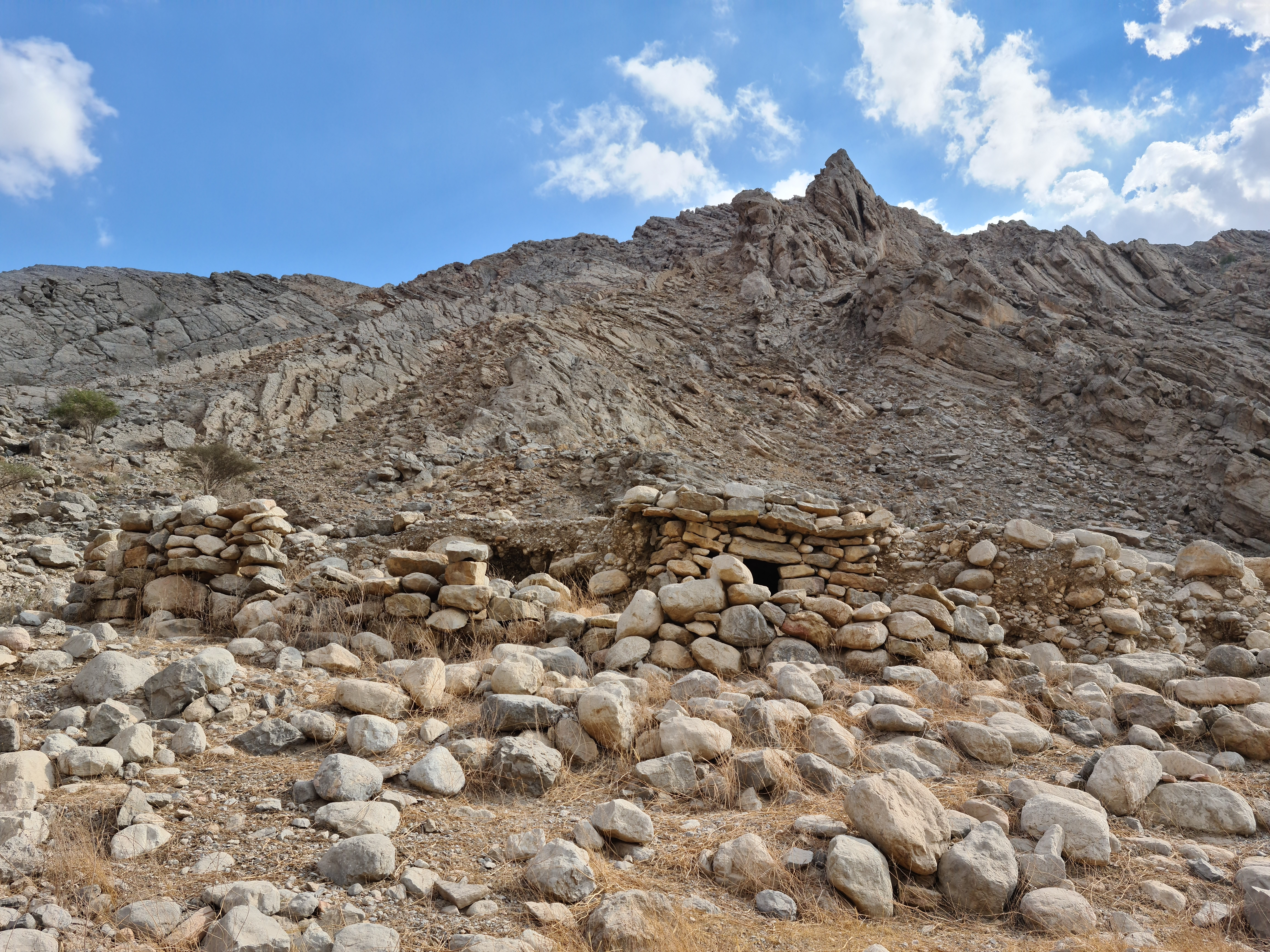
المستوطنات والأراضي الزراعية المهجورة في وادي النقب

## المناطق القبلية
في حين أن المنطقة الواقعة شمال وادي البيح كانت تقليديًا شحوح، فإن المنطقة الواقعة جنوب الوادي تعتبر حبوس. كان الزواج المختلط بين الشحوح والحبوس شائعًا، ولا سيما بين آل حرمشة بني عيديد شحوح.
شعب زراعي، يزرعون أراضي زراعية جبلية واسعة في وديان جبال الحجر، استوطن الحبوس وزرعوا جبال رأس الجبال، وخاصة في وادي النقب ووادي البيح. يُقال إن اسمهم مشتق من موقع ممتلكاتهم الأصلية من الأرض على جبل حبس. في رأس الخيمة.
المنطقة المحيطة بوادي النقب كانت تقليديًا تحت سيطرة أفراد قبيلة النقبيين، ومنهم اشتق اسمها، ولكن تم شراؤها تدريجيًا من قبل أفراد قبيلة الحبوس بعد أن وقع النقبيون في مواجهة الحكام المحليين، على الأرجح قبل القاسمي (في الفترة 1695–1740) وانتقل كثيرون إلى دبا وخورفكان. بحلول عام 1800 تقريبًا، كان وادي النقب يعتبر من أراضي الحبوس. ويرتبط الحبوس أيضًا بـ وادي سال. وعقد صلح غير مستقر بين شيخ الحبوس في ذلك الوقت حمدان بن مالك وسلطان بن سالم، ونسخ اتفاق بينهما وأودع لدى كل طرف. عند وفاته، ترك حمدان بن مالك نسخته ليودع لدى السلطان قابوس من عمان.

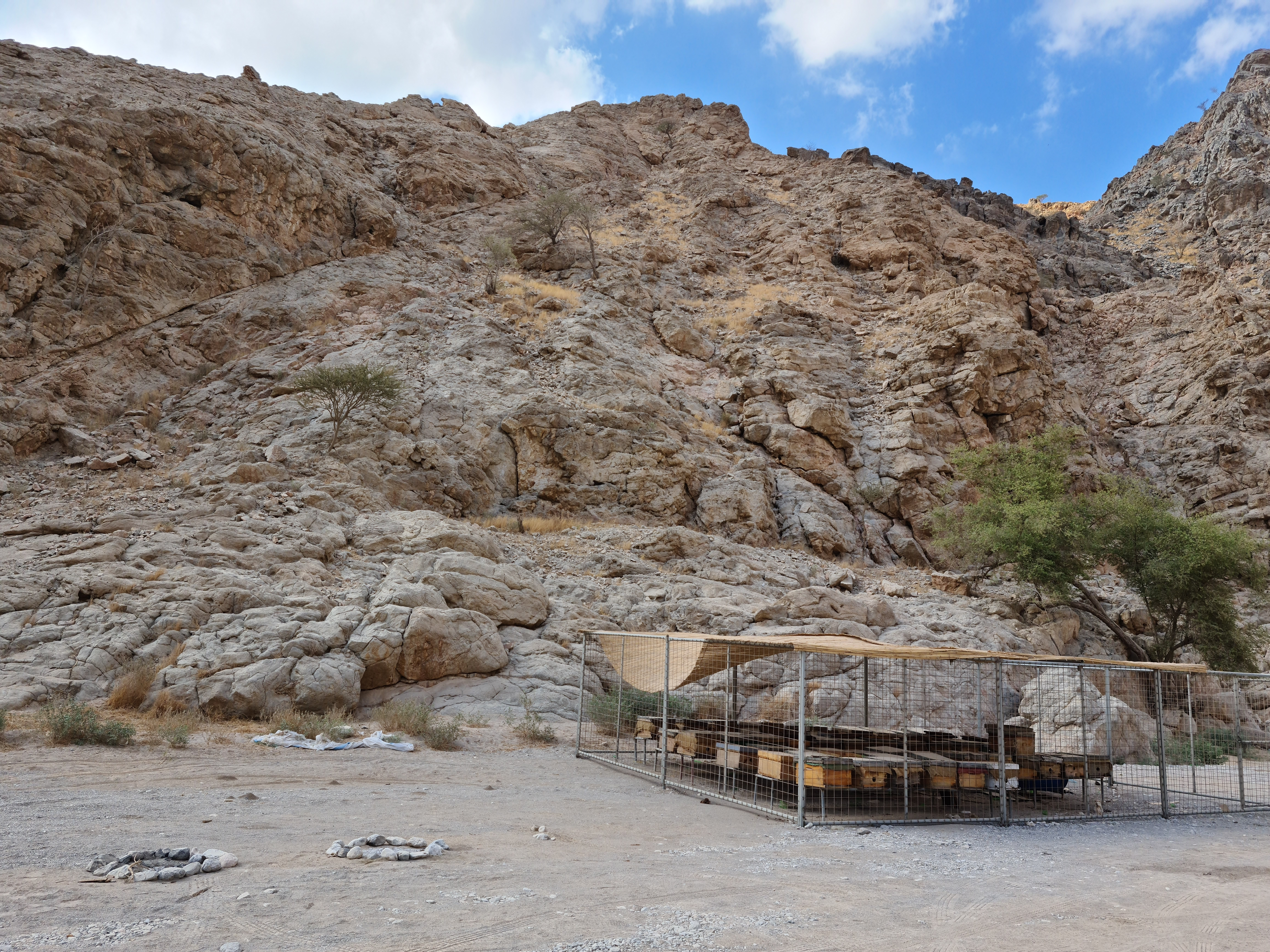
نحل العسل في وادي النقب. كانت تربية النحل هواية تقليدية ومربحة للحبوس الذين كانوا يتاجرون بالعسل في رأس الخيمة.

### التنقيب عن النفط والسيادة
في عام 1951، قاد والي بخا، السيد بدر بن سعيد، وفداً إلى جوليان ووكر، المسؤول السياسي البريطاني للإمارات المتصالحة، مؤكداً أن مناطق شام، رامس وخت كانت أراضي عُماني حيث أحال الشحوح والحبوس في المنطقة الخلافات إلى شيخ بخا. ونفى ووكر هذا الادعاء بشدة، لكن القتال اندلع في الشام ووافق الحبوس على قبول حكم رأس الخيمة إذا ضمن الشيخ صقر بن محمد القاسمي وكيلاً قوياً لدعم العدالة في رأس الخيمة. منطقة.
سمح الحبوس لمجموعة من المساحين والمهندسين من شركة تنمية النفط بالساحل المتصالح بالدخول إلى منطقة دار أو المنطقة القبلية في عام 1952، ولكن بناءً على نصيحة شيخ بخا رفض القيام بزيارة ثانية. حل النزاع عندما اعترف الحبوس أخيرًا بسيادة القاسمي في عام 1955. ومع ذلك، استمروا في كونهم موضوعات مزعجة حتى عام 1963، عندما أوقفوا فريقًا من هيئة المسح المعدني في رأس الخيمة في عملية بحث.اعترض على الشيخ صقر، بل وحاول تأكيد الاستقلال.

### الزراعة
كان وادي النقب لفترة طويلة منطقة غنية بالزراعة، وموطنًا لمئات الحقول في منابعه العليا. زراعة القمح والتمور ، قام الحبوس بتداول القمح والعسل والماعز الحي ومنتجات الألبان مثل السمن (الزبدة المصفاة) والحطب في مدينة رأس الخيمة، وشراء الأدوات المعدنية والقهوة والملح والملابس.
كما قام الحبوس بشراء عدد من مزارع التمور في المنطقة الخصبة المحيطة بقرية الخت، خاصة في الخمسينيات والستينيات. بالإضافة إلى الاستحواذ على المزارع بشكل مباشر، استأجرت القبيلة أيضًا الأشجار واشترت محاصيل المزارع مسبقًا.
على الرغم من أن العديد من المزارع الجبلية ومستوطنات الحبوس مهجورة الآن، إلا أن عددًا من أفراد القبيلة الأصغر سنًا يعودون الآن لبناء منازل صيفية على أراضي عائلاتهم. مهرجان قبائل الحبوس، الذي تأسس عام 2010، يعرض تقاليد وتراث القبيلة، بما في ذلك الحرف اليدوية والعطور.